# Geely Yuanjing X3

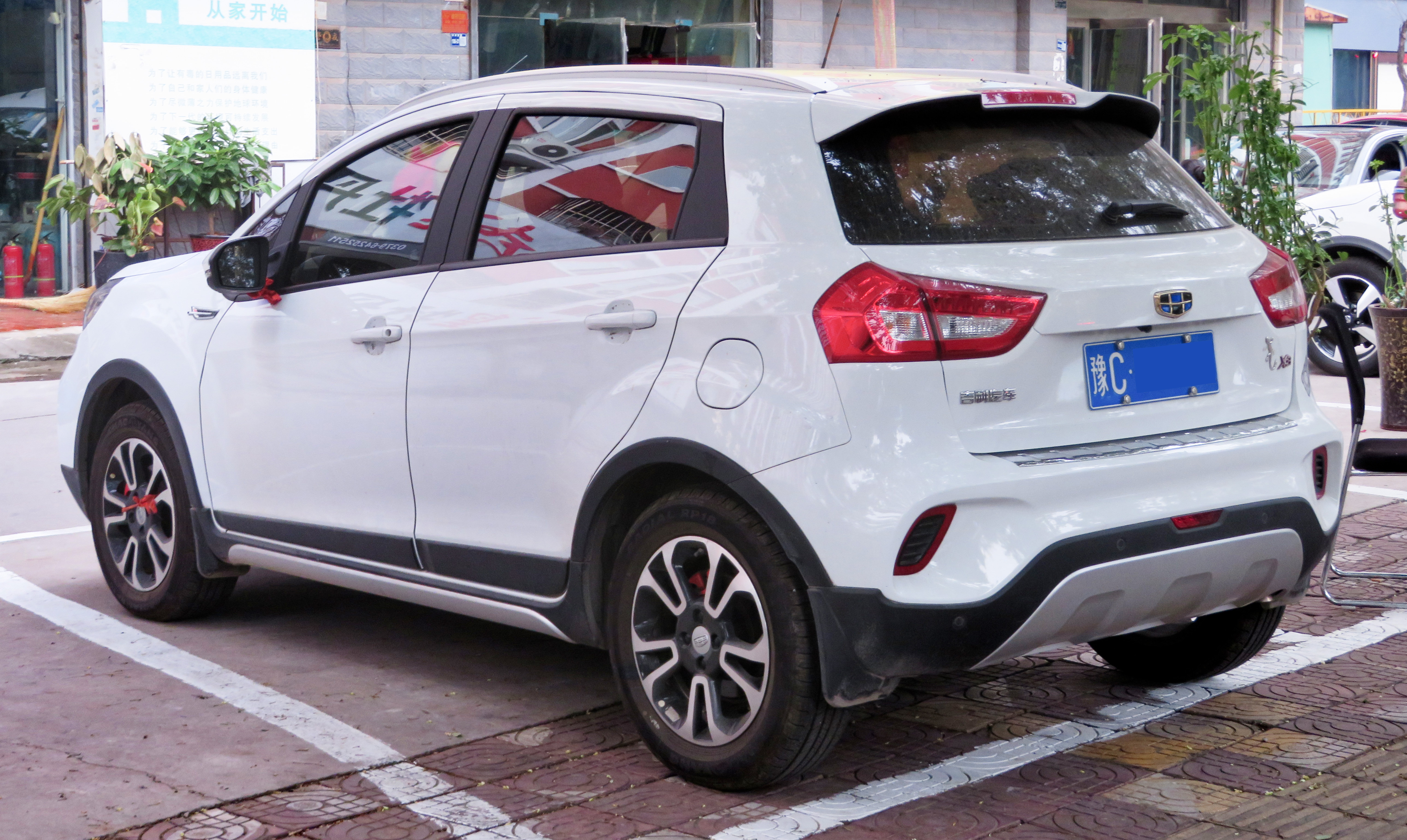
Heckansicht

Der Geely Yuanjing X3 ist ein Kompakt-SUV des chinesischen Automobilherstellers Geely der Marke Geely.

## Geschichte
Vorgestellt wurde das Fahrzeug im Juli 2017. Kurz darauf kam es in China in den Handel. Im Juni 2019 präsentierte Geely eine überarbeitete Version des Yuanjing X3. Die technische Basis für das SUV liefert der zwischen 2011 und 2014 hergestellte Geely SC5.
Das im Juli 2020 vorgestellte Elektroauto Maple 30X basiert genauso wie das Elektroauto Geometry EX3 Kungfu Cow auf dem Yuanjing X3. Seit Mai 2022 wird die Verbrennerversion als Maple X3 vermarktet. In Italien wird der Wagen seit März 2024 von der Eurasia Motor Company als EMC Wave 2 angeboten. Im November 2024 wurde es in EMC 4 umbenannt.

## Technische Daten
Angetrieben wird das Kompakt-SUV von einem 1,5-Liter-Ottomotor, der auch im SC5 zum Einsatz kam. Bis Juni 2019 erfüllte er die China V-, seitdem die China VI-Abgasnorm.
|                                             | Geely Yuanjing X3 1.5        | Geely Yuanjing X3 1.5       | Maple X3 1.5                |
| Bauzeitraum                                 | 08/2017–06/2019              | 06/2019–05/2022             | seit 05/2022                |
| Motorkenndaten                              |                              |                             |                             |
| Motortyp                                    | R4-Ottomotor                 | R4-Ottomotor                | R4-Ottomotor                |
| Motoraufladung                              | —                            | —                           | —                           |
| Hubraum                                     | 1498 cm³                     | 1498 cm³                    | 1498 cm³                    |
| max. Leistung Verbrennungsmotor bei min−1   | 75 kW (102 PS) bei 6000/min  | 80 kW (109 PS) bei 6000/min | 83 kW (113 PS) bei 5600/min |
| max. Drehmoment bei min−1                   | 141 Nm bei 3800–4200/min     | 142 Nm bei 4400/min         | 143 Nm bei 4400–4800/min    |
| Kraftübertragung                            |                              |                             |                             |
| Antrieb, serienmäßig                        | Vorderradantrieb             | Vorderradantrieb            | Vorderradantrieb            |
| Getriebe, serienmäßig                       | 5-Gang-Schaltgetriebe        | 5-Gang-Schaltgetriebe       | 5-Gang-Schaltgetriebe       |
| Getriebe, optional                          | (4-Stufen-Automatikgetriebe) | (Stufenloses Getriebe)      | (Stufenloses Getriebe)      |
| Messwerte                                   |                              |                             |                             |
| Höchstgeschwindigkeit                       | k. A.                        | 170 km/h (160 km/h)         | 170 km/h (160 km/h)         |
| Beschleunigung, 0–100 km/h                  | 13,7 s (k. A.)               | k. A. (11,4 s)              | k. A. (k. A.)               |
| Kraftstoffverbrauch auf 100 km (kombiniert) | 5,6 l Super (6,5 l Super)    | 5,9 l Super (6,1 l Super)   | 6,8 l Super (6,9 l Super)   |
| Abgasnorm                                   | China V                      | China VI                    | China VI                    |

Werte in runden Klammern gelten für Modelle mit optionalem Getriebe.